# Cooke Glacier
Cooke Glacier är en glaciär i Antarktis. Den ligger i Västantarktis. Chile gör anspråk på området. Cooke Glacier ligger 185 meter över havet.
Terrängen runt Cooke Glacier är huvudsakligen platt, men österut är den kuperad. Trakten är obefolkad. Det finns inga samhällen i närheten.